# دین‌داری و هوش
موضوع ارتباط میزان مذهبی بودن با هوش، مطالعه رابطه آماری میان هوش و دینداری است. تحقیقاتی به رابطه میان میزان دینداری با هوش و تحصیلات پرداخته‌اند.
در طول قرن گذشته، مجموعه قابل توجهی از تحقیقات در مورد رابطه هوش و دینداری انباشته شده‌است. تاکنون، اکثر مطالعاتی که این رابطه را بررسی کرده‌اند، همبستگی منفی نشان داده‌اند که نشان‌دهنده توانایی‌های شناختی پایین‌تر افرادی است که باورهای مذهبی قوی‌تری را گزارش می‌کنند. اگر چه جهت اثر مشاهده شده‌است که تا حد زیادی در مطالعات ثابت است، قدرت اثر گزارش شده به‌طور قابل توجهی در مطالعات متفاوت است.
مطالعات آماری نشان می‌دهند کشورهای فقیرتر مذهبی ترند، متخصصان معتقدند علت این امر می‌تواند این باشد که در این کشورها دین نقش فعال‌تری در زمینه اجتماعی، اخلاقی و فرهنگی و به نوعی نقش مشابه ملی‌گرایی را ایفا می‌کند.

## خلاصه تحقیقات و تعریف مفاهیم

### تحقیقات مقایسه میزان دینداری و آی‌کیو
طبق مقاله‌ای که در روزنامهٔ دیلی میل چاپ شد، افرادی که به وجود خدا اعتقاد دارند ضریب هوشی پایین‌تری نسبت به افراد بی خدا دارند.

### هوش
- محیط و هوش
- باروری و هوش
- سلامت و هوش
- نوروساینس و هوش
- نژاد و هوش
- جنسیت و هوش